# Alfred Bester
Alfred "Alfie" Bester (n. 18 decembrie 1913, New York City, New York, SUA – d. 30 septembrie 1987, Doylestown⁠(d), Pennsylvania, SUA) a fost un scriitor american de science fiction, scenarist radiofonic și TV, editor de reviste și scenarist BD. Deși a avut succes în toate aceste domenii, probabil că a rămas în amintirea publicului în special ca scriitor de science fiction și ca primului câștigător al premiului Hugo în 1953 cu romanul Omul demolat.

## Biografie
Alfred Bester s-a născut în Manhattan, New York City, pe 18 decembrie 1913. Tatăl său, James, era de origine austriacă și deținea un magazin de încălțăminte. Mama lui, Belle, se născuse în Rusia și vorbea idiș ca limbă nativă, mutându-se în State în tinerețe. Alfred a fost al doilea și ultimul copil al lui James și Belle, care mai aveau o fată, Rita, născută în 1908. Deși tatăl său avea evreu de origine, iar mama sa a devenit adeptă a scientismului, Alfred Bester nu a fost crescut în nicio tradiție religioasă.
Bester a absolvit University of Pennsylvania, în cadrul căreia a fost membru al Philomathean. A urmat apoi Columbia Law School, dar s-a sătura de ea și a abandonat-o. Bester și Rolly Goulko s-au căsătorit în 1936. Rolly Bester a avut o carieră plină de succes ca actriță pe Broadway, la radio și televiziune, înainte de a-și schimba meseria și trece în domeniul publicității în timpul anilor '60. Famial Bester a rămas împreună timp de 48 de ani, până la moartea ei, petrecută pe 12 ianuarie 1984. Bester a fost un newyorkez întreaga lui viață, deși a trăit în Europa aproape un an la mijlocul anilor '50 și s-a mutat cu Rolly în Pennsylvania la începutul anilor '80. Odată stabiliți acolo, ei au locuit pe Geigel Hill Road în Ottsville, Pennsylvania.

### Cariera scriitoricească

#### Începuturile carierei SF, BD și radiofonice (1939–50)
După cariera universitară, tânărul de 25 de ani Alfred Bester a lucrat în PR, începând să scrie science fiction. Prima povestire publicată de Bester, "The Broken Axiom," a apărut în Thrilling Wonder Stories (aprilie 1939) după ce a câștigat un concurs de amatori. Se pare că acest concurs fusese aranjat de editori, care îl cunoșteau pe Bester și îi apreciau primele scrieri, dorind să îl ajute să intre în domeniu. Întâmplător, concursul este același cu cel la care Robert A. Heinlein a refuzat să participe — premiul era de doar 50$, iar Heinlein a realizat că ar fi mai câștigat dacă ar trimite povestirea lui de 7.000 de cuvinte revistei Astounding Science Fiction pentru 1 penny / cuvânt, adică 70$ în total. Bester și Heinlein au devenit ulterior prieteni și au făcut glume pe seama incidentului.
În anii următori, Bester a continuat să publice povestiri, mai ales în revista lui John W. Campbell Astounding Science Fiction. În 1942, doi dintre editorii lui de science fiction au ajuns să lucreze pentru DC Comics, invitându-l pe Bester să contribuie la multitudinea de proiecte ale companiei. Prin urmare, Bester a renunțat să mai scrie povestiri și a început să lucreze pentru DC Comics ca scenarist pentru Superman, Green Lantern și alte proiecte. Se crede că Bester a scris versiunea din Green Lantern Oath care începe cu "In brightest day, In blackest night" (În cele mai luminoase zile, în cele mai întunecate nopți).
Bester a scris și pentru The Phantom și Mandrake the Magician ale lui Lee Falk, pe vremea când creatorul lor lupta în Al Doilea Război Mondial. Cât de mult a influențat Bester aceste BD-uri este obiectul unor speculații, una dintre teorii susținând că el este responsabil pentru asocierea supranumelui "Walker" cu Phantom.
După ce a petrecut patru ani în această industrie, atenția lui Bester s-a îndreptat, în 1946, către scenariile radiofonice, după ce soția lui, Rolly (o actriță radiofonică cu un program foarte încărcat), l-a anunțat că spectacolul Nick Carter, Master Detective era în căutare de scenarii. În următorii ani, Bester a scris pentru Nick Carter și pentru alte spectacole, printre care se numără The Shadow, Charlie Chan și Nero Wolfe. Ulterior a scris și pentru The CBS Radio Mystery Theater.
Odată cu apariția rețelelor de televiziune americane din 1948, Bester a început să scie și pentru ele, deși multe dintre aceste proiecte sunt mai puțin cunoscute.
La începutul anilor '50, după opt ani de lucru în domeniu, Bester a revenit la povestirile science fiction. Totuși, după apariția în Astounding a povestirii "The Devil's Invention" (cunoscută și ca "Oddy and Id"), a încetat să mai scrie pentru revistă când editorul John W. Campbell a devenit preocupat de dianetica lui L. Ron Hubbard, precursorul scientologiei. Bester s-a orientat către Galaxy Science Fiction, unde a găsit în H. L. Gold un alt editor excepțional și un bun prieten.

#### Perioada clasică: 1951–57
La începuturile carierei de scriitor de science fiction (1939–1942), Bester și-a creat o reputație în domeniu ca autor de povestiri cu titluri ca "Adam and No Eve". Totuși, Bester și-a câștigat faima cu operele publicate în anii '50, care includ Omul demolat și Destinația mea: Stelele (cunoscută și ca Tiger! Tiger!).

##### Omul demolat(1953)
Omul demolat, câștigătorul primului premiu Hugo pentru "Cel mai bun roman science fiction", prezintă o anchetă desfășurată într-un viitor în care telepatia este destul de obișnuită. Bester creează o societate capitalistă dură, ierarhizată și competitivă în care nu există înșelătorie: o societate în care persoana potrivită, care are cunoștințele (sau banii) și curiozitatea necesare, îți poate accesa amintirile, secretele, temerile și faptele rele mai rapid și mai abil chiar decât tine.
Publicat inițial în trei părți în Galaxy începând din ianuarie 1952, Omul demolat a apărut în volum în 1953. I-a fost dedicat lui Gold, care a făcut o serie de sugestii în timpul scrierii. Inițial, Bester dorea să intituleze cartea Demolition!, dar Gold l-a convins să renunțe.

##### Who He?cunoscut și caThe Rat Race(1953)
Who He? prezintă gazda unui joc TV care se trezește după o beție și descoperă că cineva dorește să îi distrugă viața. Roman contemporan fără elemente science-fiction, nu a primit prea multă atenție. Cu toate acestea, i-a adus lui Bester o sumă frumușică de bani din vânzarea drepturilor de retipărire în format paperback (cartea a părut în acest format cu titlul The Rat Race). De asemenea, Bester a primit o sumă substanțială de bani de la un studio de film care a cumpărat opțiunea de ecranizare a cărții. Se pare că Jackie Gleason era interesat să joace rolul gazdei jocului TV. În cele din urmă nu s-a făcut niciun film, dar plata pentru opțiunea ecranizării a fost destul de generoasă ca să le permită lui Alfred și Rolly Bester să călătorească prin Europa în următorii ani. În această perioadă au locuit în principal în Italia și Anglia.

##### Destinația mea: Stelele(1956)
Următorul roman al lui Bester a căpătat contur în timp ce locuia în Anglia și cea mai mare parte a lui a fost scris la Roma. Destinația mea: Stelele (cunoscut și ca Tiger, Tiger) își are originea într-un articol găsit de Bester într-un ziar, care relata povestea naufragiatului Poon Lim. Acesta a supraviețuit în Oceanul Pacific pe o epavă, în timpul celui de-Al Doilea Război Mondial, timp de 133 de zile. Din această sămânță a crescut povestea lui Foyle, cel care caută răzbunarea pentru abandonarea sa: o repovestire a Contelui de Monte Cristo a lui Alexandre Dumas, adăugând ca ingredient și teleportarea. A fost descris ca fiind un strămoș al cyberpunk-ului.
La fel ca Omul demolat, Destinația mea: Stelele a fost serializat în Galaxy în patru părți (octombrie 1956 - ianuarie 1957) și, în 1957, publicat în volum. Deși votată în mod repetat ca fiind "Cel mai bun roman science fiction al tuturor timpurilor", Destinația mea: Stelele s-a dovedit a fi ultimul roman al lui Bester timp de 19 ani. O adaptare radiofonică a fost lansată de BBC Radio 4 în 1991.

#### Reviste de ficțiune și non-ficțiune: 1959–62
În timpul călătoriei prin Europa, Bester a început să vândă articole despre diferite locații revistei de călătorie și stil Holiday. Editorii lui Holiday, impresionați de munca sa, l-au invitat la sediul din New York și l-au angajat pentru a scrie articole de călătorie și a realiza interviuri cu vedete ca Sophia Loren și Anthony Quinn. Datorită muncii susținute depuse de Bester pentru Holiday, scrierile sale science fiction au scăzut considerabil în anii care au urmat publicării cărții Destinația mea: Stelele.
Bester a publicat trei povestiri în 1958 și 1959, incluzând "The Men Who Murdered Mohammed" și "The Pi Man", ambele nominalizate la premiile Hugo. Timp de patru ani, între octombrie 1959 și octombrie 1963, nu a publicat deloc ficțiuni, concentrându-se pe munca pentru Holiday (unde a fost făcut editor senior), recenzând cărți pentru The Magazine of Fantasy and Science Fiction (între 1960 și 1962) și revenind la scenariile pentru televiziune.

#### Televiziune: 1959–62
În 1959, Bester a adaptat pentru televiziune povestirea sa din 1954 "Fondly Fahrenheit", cu titlul Murder and the Android. Difuzată color pe 18 octombrie 1959, drama de patru ore se desfășoară într-un decor futuristic al anului 2359, proiectat de Ted Cooper. Această producție a NBC Sunday Showcase, realizată de Robert Alan Aurthur și avându-i în distribuție pe Kevin McCarthy, Rip Torn, Suzanne Pleshette și Telly Savalas, a fost recenzată de criticul de radio și televiziune John Crosby:
În ciuda faptului că androizii vorbesc disprețuitor despre ființe umane ca suferind de disfuncții ale glandelor, numite emoții, Torn își dorește foarte mult să sufere și el de aceste disfuncții. În cele din urmă, reușește. Nu vreau să vă dezvălui întreaga acțiune, care nu este atât complicată, cât are o mare densitate psihologică. Dacă îl înțeleg corect, Dl. Bester încearcă să spună că a avea androizi care să ne degreveze de preocupări lumești cum ar fi munca nu este bine pentru noi. Oamenii lui se aseamănă foarte mult cu niște vagabonzi.
Murder and the Android a fost nominalizată în 1960 pentru premiul Hugo la categoria "Cea mai bună prezentare dramatică" și a fost redifuzată pe 5 septembrie 1960, weekend-ul Zilei Muncii în care premiul Hugo a fost decernat (pentru The Twilight Zone) la Convenția Mondială de Science Fiction din Pittsburgh. Bester a revenit la Sunday Showcase pe 5 martie 1960 cu un scenariu original, Turn the Key Deftly. Difuzată color, această producție polițistă se petrece într-un circ ambulant, avându-i în distribuție pe Julie Harris, Maximilian Schell și Francis Lederer.
Pentru Alcoa Premiere, găzduită de Fred Astaire, a scris Mr. Lucifer, care a fost transmisă pe 1 noiembrie 1962 cu Astaire în rolul principal, având-o alături pe Elizabeth Montgomery.

#### Editor senior laHoliday: 1963–71
După patru ani de pauză, Bester a publicat câteva povestiri science fiction în 1963 și 1964. Cu toate acestea, era clar că, în acel moment al vieții lui Bester, scrierile SF erau doar o activitate secundară și nu scopul principal. Ca rezultat, din 1964 și până la dispariția versiunii originale a Holiday din 1971, Bester a publicat doar o povestire science fiction de 700 de cuvinte în revista mainstream Status.
Totuși, ca editor senior la Holiday, Bester a putut să introducă ocazional elemente de science fiction în această revistă de non-ficțiune. Într-una dintre ocazii, el a publicat un articol în care Arthur C. Clarke descria un zbor turistic pe Lună. Însă Bester nu a publicat niciun material science fiction propriu în revistă, care era una de călătorii și stil de viață și se adresa unui anumit segment de piață care nu agrea în general science fiction-ul, considerându-l juvenil.

#### Sfârșitul carierei: 1972–87
Revista Holiday și-a încetat apariția în 1971, dar a fost ulterior readusă la viață, schimbându-i-se formatul, însă fără implicarea lui Bester. Pentru prima dată în aproape 15 ani Bester nu avea un serviciu full-time.
După o pauză lungă în cariera de scriitor science fiction, Bester a revenit în acest domeniu în 1972. Povestirea din 1974 "The Four-Hour Fugue" a fost nominalizată la premiul Hugo, iar Bester a primit o nominalizare Hugo și una Nebula pentru romanul din 1975 The Computer Connection (intitulată The Indian Giver la serializarea în revistă și retipărită ulterior sub titlul Extro). În afara acestor nominalizări, creațiile lui Bester din această perioadă nu au cunoscut același succes comercial sau critic ca lucrările mai vechi.
Vederea lui Bester a început să se deterioreze pe la mijlocul anilor '70, făcând scrisul dificil, ceea ce a dus la o nouă pauză în publicare între 1975 și 1979. Se spune că, în acea perioadă, producătorul filmului Superman (1978) și-a trimis fiul să îi caute un scriitor. I-a venit în minte numele lui Alfred Bester, dar acesta dorea să focalizeze povestea în jurul lui Clark Kent ca erou principal, în timp ce Superman avea să fie doar "arma sa." Producătorii l-au angajat în locul său pe Mario Puzo, autorul romanului The Godfather.
Bester a publicat două povestiri în 1979 și două romane: Golem100 (1980) și The Deceivers (1981). În afara slăbirii vederii, a fost afectat și de alte probleme de sănătate, iar Bester nu a mai publicat nimic după 1981. Soția lui, Rolly, a murit în 1984.
În 1985 s-a anunțat că Bester va fi Invitat de Onoare la Convenția Mondială de Science Fiction din 1987 de la Brighton. În apropierea evenimentului, Bester a căzut și și-a dislocat șoldul. Având o stare de sănătate precară, a renunțat să mai participe la eveniment, fiind înlocuit de Doris Lessing.
La mai puțin de o lună de la convenție, Bester a murit în urma unor complicații apărute la șoldul dislocat. Totuși, cu puțin înainte de a muri, a aflat că Science Fiction Writers of America avea să îl onoreze cu premiul Grand Master Nebula la convenția lor din 1988.
Două opere ale lui Bester au fost publicate postum. Prima, Tender Loving Rage (1991), este un roman mainstream (non-science fiction) care se presupune că a fost scris pe la sfârșitul anilor '50, începutul anilor '60. A doua, Psychoshop (1998), se bazează pe un fragment de manuscris însumând 92 de pagini. A fost finalizată de Roger Zelazny și a fost publicată abia după trei ani de la moartea lui Zelazny. Când a apărut, a fost creditată ca fiind o lucrare scrisă în colaborare.
Alfred Bester nu a avut copii și, conform legendei, i-a lăsat întreaga avere barmanului său, Joe Suder. Până aici totul este, de fapt, adevărat. Dar speculația că Suder nu îl cunoștea sau nu și-l amintea pe Bester este mai curând o legendă decât un fapt real; Bester se oprea la barul lui Suder în fiecare zi, în drumul său pentru a-și ridica poșta, iar cei doi erau prieteni.

#### Moștenire și omagii
- Bester a fost amintit de alți scriitor de science fiction în operele lor. Cel mai notabil este personajul Psi-Cop Alfred Bester, numit după el (iar tratamentul telepatiei din Babylon 5 este similar celui din scrierile lui Bester). La fel, parazitul călător în timp numit Al Phee din seria Callahan's Crosstime Saloon a lui Spider Robinson îl are la origine pe Bester.
- F. Gwynplaine MacIntyre a scris o serie de povestiri — începând cu "Time Lines" (publicată în Analog, 1999) — despre un criminal care călătorește în timp, pe nume Smedley Faversham, care se lovește constant de un principiu științific numit "Legea lui Bester". Termenul este o invenție a lui MacIntyre, dar este în mod evident un omagiu adus operei lui Alfred Bester, în special povestirii lui din 1958, "The Men Who Murdered Mohammed". Legea lui Bester, așa cum o enunță MacIntyre, prevede că un călător în timp care dorește să rescrie trecutul poate altera doar propria linie a vieții, nu a altcuiva. Respectarea Legii lui Bester este asigurată de o legiune de "polițiști ai timpului", pe care protagonistul lui MacIntyre îi numește cu sarcasm "Bester Boosters" și "Bester-Busters".
- O adaptare radiofonică după Destinația mea: Stelele a fost lansată de BBC Radio 4 în 1991, deși e posibil ca aceasta să fi fost o redifuzare [1] sub forma unui episod de 60 de minute a originalului care avea în mod sigur 90 de minutes. Povestea a fost adaptată în anii '70s sub forma unui roman ilustrat de către scriitorul/artistul Howard Chaykin.
- În seria Tv Firefly multe nume sunt inspirate din cele ale scriitorilor de science fiction, cum ar Bester, mecanicul original de pe Serenity.
- Lisey's Story – personajul lui Stephen King, Landon, îl menționează pe Bester când face o dedicație într-o nouă bibliotecă, spunând:  "Asta e pentru Alfie Bester și dacă nu l-ați citit, ar trebui să vă fie rușine!"
- Scriitorul BD James Robinson a intitulat o secțiune a seriei Starman, realizată pentru DC Comics, "Stars My Destination".
- Povestirea lui Stephen King "The Jaunt" împrumută cuvântul teleportare de la Destinația mea: Stelele a lui Bester, ca și seria realizată de ITV Television (și remake-ul ulterior) The Tomorrow People.
- Din Familia Simpson, episodul "Lisa's Substitute", elevul de la Școala elementară Springfield, Martin Prince, care candidează pentru președinția clasei:

Martin: Ca președinte, voi cere o bibliotecă science fiction, care să cuprindă ABC-ul maeștrilor acestui gen: Asimov, Bester, Clarke!
Puști: Dar Ray Bradbury?
Martin: (concediindu-l) Îi cunosc opera.
- Formația de folk metal Slough Feg are câteva versuri inspirate de scrierile sale, în special Tiger Tiger, despre Destinația mea: Stelele.
- The Stars My Degradation, este un BD scris de Alan Moore (sub pseudonimul Curt Vile) și Steve Moore (sub pseudonimul Pedro Henry), apărut la începutul anilor '80 într-un ziar britanic de muzică rock intitulat Sounds și care îl prezintă pe personajul lor obișnuit, Axel Pressbutton. Titlul este un omagiu adus romanului lui Bester Destinația mea: Stelele.
- The Brief Wondrous Life of Oscar Wao de Junot Diaz se bazează în mare parte pe teme din Omul demolat, incorporându-l în roman și pe Omul Fără Față.

## Opera

### Romane
- The Demolished Man (1953)

ro. Omul demolat (Traducere Mihai-Dan Pavelescu - Editura Pygmalion 1994, ISBN 973-96463-4-4 și Editura Nemira 2007, ISBN 978-973-569-954-3
- Who He? (publicată și sub numele de The Rat Race) (1953)
- The Stars My Destination (publicată și sub numele de Tiger, Tiger) (1956)

ro. Destinația mea: Stelele (Traducere Mihai-Dan Pavelescu) - Editura Leda 2010, ISBN 973-102-261-1
- The Computer Connection (publicată și sub bumele de Extro) (1975)
- Golem100 (1980)
- The Deceivers (1981)
- Tender Loving Rage (1991)
- Psychoshop (cu Roger Zelazny) (1998)

### Culegeri de povestiri
- Starburst (1958)
- The Dark Side of the Earth (1964)
- An Alfred Bester Omnibus (1968)
- Starlight: The Great Short Fiction of Alfred Bester (1976)
- The Light Fantastic Volume 1: The Short Fiction of Alfred Bester (1976)
- Star Light, Star Bright: The Short Fiction of Alfred Bester, Volume 2 (1976)
- The Light Fantastic Volume 2: The Short Fiction of Alfred Bester (1976)
- Virtual Unrealities (1997)
- Redemolished (2000)

### Non-ficțiune
- The Life and Death of a Satellite (1966)

## Premii
- 1987 Premiul SFWA Grand Master
- Introdus postum în 2001 în Science Fiction Hall of Fame

Premiul Hugo:
- Omul demolat – 1953, roman

Nominalizări la Hugo:
- "Star Light, Star Bright" – 1954, povestire (retro Hugo)
- "The Men Who Murdered Mohammed" – 1959, povestire
- "The Pi Man" – 1960, povestire
- "The Four-Hour Fugue" – 1975, povestire
- The Computer Connection – 1976, roman